# (32185) 2000 ND23
2000 أن دي 23 (ويعرف أيضًا باسم (32185) 2000 أن دي 23 وفق تسمية الكوكب الصغير) (بالإنجليزية: 2000 ND23)‏ هو كويكب ضمن حزام الكويكبات؛ وترتيبه 32185 من حيث الاكتشاف.
اكتُشف هذا الجُرم الفلكي بواسطة مرصد لويل للبحث عن الأجرام القريبة من الأرض في 5 يوليو 2000.

## وصلات خارجية
- (32185) 2000 ND23 في قاعدة بيانات مختبر الدفع النفاث لأجرام النظام الشمسي الصغيرة

- الاكتشاف · مخطط المدار ·  العناصر المدارية · المعلمات المادية

- (32185) 2000 ND23 على موقع ويكي سكاي: DSS2, SDSS, GALEX, IRAS, Hydrogen α, X-Ray, Astrophoto, Sky Map, Articles and images